# Phyllobates bicolor
Phyllobates bicolor, o más comúnmente conocida como la rana dardo venenosa de patas negras, es la segunda rana dardo más tóxica del mundo. Bajo el género Phyllobates, este organismo a menudo es confundido con Phyllobates terribilis, la rana dardo venenosa dorada, ya que ambas son morfológicamente similares. Sin embargo, Phyllobates bicolor es identificable por el cuerpo amarillo o naranja y las extremidades anteriores y posteriores negras o azul oscuro, de ahí el nombre de rana dardo de patas negras. Phyllobates bicolor se encuentra comúnmente en los bosques tropicales de la región del Chocó en Colombia. Las ranas diurnas viven en el suelo de la selva cerca de arroyos o charcos que se forman. Notablemente, P. bicolor es miembro de la familia Dendrobatidae, o rana dardo venenosa. P. bicolor, junto con el resto de las especies de Phyllobates, produce una neurotoxina conocida como batrachotoxina que inhibe canales transmembrana específicos en las células. Debido a esta toxina altamente mortal que secretan las ranas, muchos grupos indígenas de la selva tropical colombiana han extraído las toxinas para crear dardos envenenados utilizados para la caza. Durante el período de reproducción, P. bicolor emite notas agudas y simples como llamada de apareamiento. Como en todas las ranas dardo venenosas, es común que el padre de los renacuajos lleve a la descendencia en su espalda hasta que lleguen a un lugar adecuado para que los renacuajos se desarrollen. P. bicolor es una especie en peligro de extinción según la lista roja de la UICN. Actualmente, la deforestación, la pérdida de hábitat y la contaminación representan la mayor amenaza para la especie. Se han realizado esfuerzos limitados de conservación para evitar un mayor daño a la especie. A pesar de esto, todavía hay instituciones como el Acuario Nacional de Baltimore en Baltimore, Maryland y el Parque Natural Nacional Tatamá en Colombia que están comprometidas en los esfuerzos de conservación de P. bicolor, como la cría en cautiverio.

## Descripción
Físico

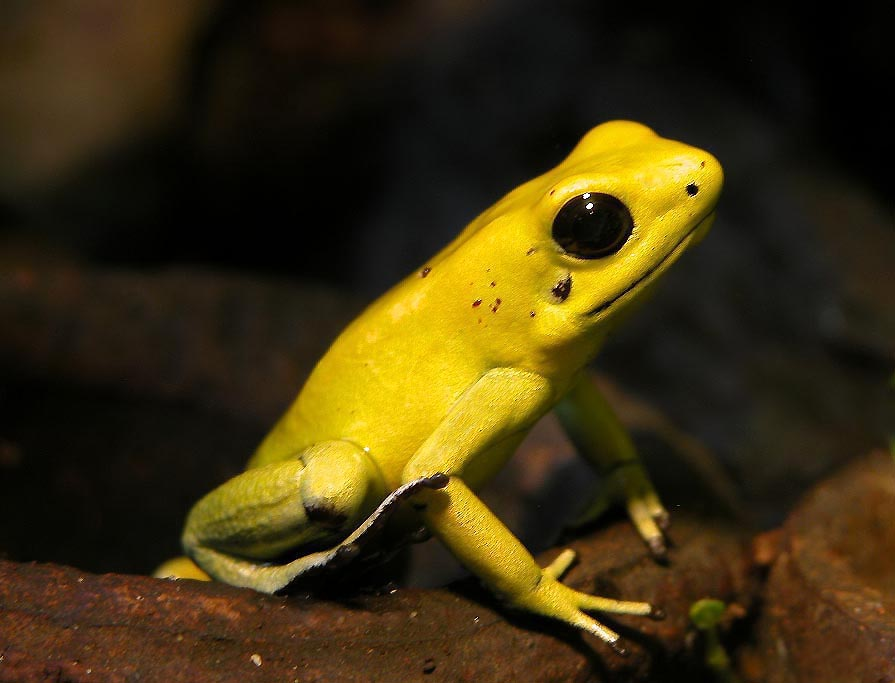
Una imagen de P. terribilis. P. terribilis comparte sorprendentes similitudes morfológicas con P. bicolor. (Ver imagen arriba)

Phyllobates bicolor es una de las ranas dardo venenosas más grandes. A diferencia de otras especies de ranas, los machos y las hembras tienen aproximadamente el mismo tamaño. Los machos pueden alcanzar una longitud de 45-50 mm desde el hocico hasta el orificio cloacal, mientras que las hembras ligeramente más grandes alcanzan una longitud de 50-55 mm desde el hocico hasta el orificio cloacal. La diferencia de tamaño es un ejemplo de dimorfismo sexual e influye en la selección intrasexual por parte de los machos. P. bicolor varía en color desde naranja terroso hasta amarillo puro, a menudo con un tinte azul o negro en sus patas, de ahí su nombre. Estos colores brillantes actúan como una advertencia aposemática para posibles depredadores, señalando que son venenosos. Además de ser una forma de disuadir a los depredadores, los colores brillantes de P. bicolor pueden servir a un propósito de selección sexual. Un macho de colores brillantes, además de su llamada, atraerá a una hembra mejor que lo haría un macho de colores opacos. A medida que la coloración aumenta su viveza, la aptitud del organismo aumenta, por lo que el individuo puede sobrevivir mejor y ser seleccionado para la reproducción. La coloración en P. bicolor puede servir a estos dos propósitos a la vez. P. bicolor es más pequeño, más delgado y menos venenoso que su pariente cercano, Phyllobates terribilis. P. bicolor también puede parecerse a ranas juveniles o subadultas de P. terribilis. A menudo, estos dos organismos se confunden entre sí cuando los científicos realizan encuestas poblacionales. P. bicolor también guarda similitud con D. leucomelas, particularmente con la morfología de color "enredada" de D. leucomelas. Al igual que otros anfibios, P. bicolor experimenta cambios ontogenéticos a lo largo de sus etapas de vida desde el momento en que son renacuajos hasta que son adultos maduros. Después de salir de los renacuajos, las ranas jóvenes son de color marrón o negro y poco a poco se vuelven más vibrantes a medida que maduran.

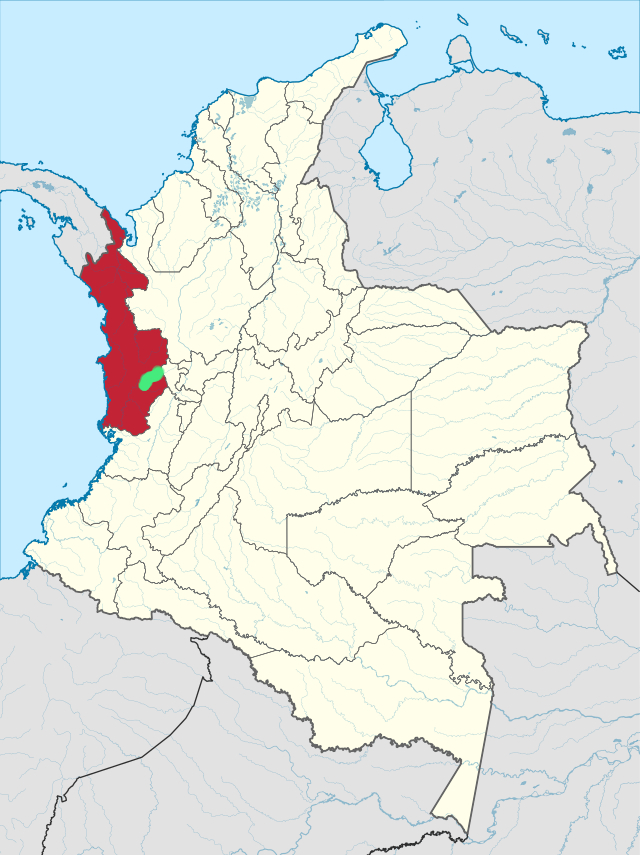
Un mapa de Colombia que muestra el rango de distribución de P. bicolor (verde) encontrado dentro de la región del Chocó en Colombia (rojo).

### Especies
Las ranas Phyllobates siguen un patrón interesante de distribución fenotípica. A lo largo de la costa occidental de América del Sur, las ranas exhiben un patrón de distribución en forma de salto de rana. Un patrón de salto de rana describe un conjunto de poblaciones fenotípicamente similares que han sido separadas por al menos una población fenotípicamente no relacionada. P. bicolor, solo una de las cinco especies de ranas encontradas entre Nicaragua y Colombia, está geográficamente aislada de otras especies de ranas con la excepción de P. terribilis. Debido a la presencia de los Andes Occidentales y la cuenca del río San Juan, el flujo génico a larga distancia entre las poblaciones es virtualmente imposible. Este patrón de salto de rana es una fuerte evidencia de la evolución independiente y divergencia de un ancestro común. Debido al aislamiento geográfico y la falta de flujo génico a larga distancia, cada población de rana ha divergido genéticamente y adquirido fenotipos únicos de las otras poblaciones. Este patrón de distribución fenotípica es útil al observar la filogenia de la especie cuando se descubren otros misterios que rodean a la especie, como el gen que evita que la rana se envenene con su propio toxina. 

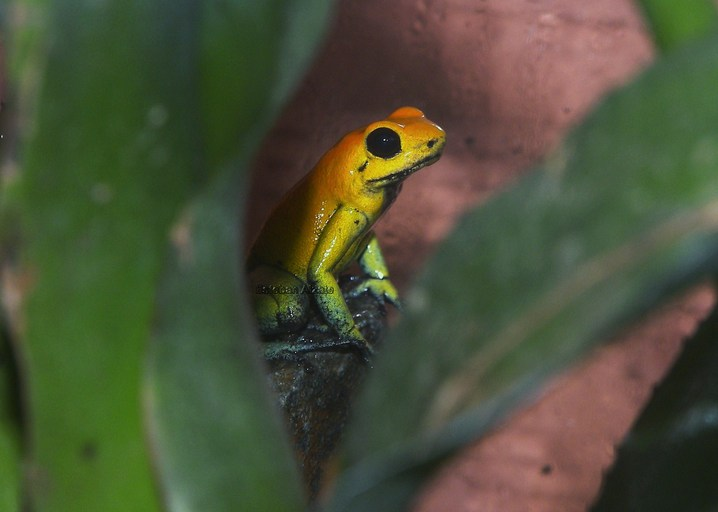
Una imagen de P. bicolor. Los poros en la piel del anfibio secretan batrachotoxinas.

## Toxicidad

### Batrachotoxina
Aunque su toxicidad es más débil que la de P. terribilis, P. bicolor sigue siendo un animal altamente tóxico, uno de los pocos sapos confirmados en haber causado la muerte de seres humanos. En su hábitat natural, P. bicolor excreta toxinas a través de poros en su piel. Las ranas no pueden producir naturalmente la toxina, así que obtienen los nutrientes necesarios de su dieta y del entorno circundante. Entre 2 y 200 microgramos de su veneno, una batrachotoxina (BTX), son suficientes para matar a un ser humano (se ha reportado una DL50 de 2,7 ± 0,2 µg/kg). Actualmente se están llevando a cabo investigaciones para determinar posibles aplicaciones medicinales de la BTX. El mecanismo de parálisis comienza a nivel celular. Cuando la BTX entra en contacto con los canales de iones de sodio dependientes de voltaje, la toxina se une a la proteína y activa permanentemente el canal. Los canales de iones de sodio dependientes de voltaje son proteínas que se encuentran en todo el cuerpo, sin embargo, los más influyentes se encuentran en las neuronas. Debido a que la compuerta está permanentemente abierta y no puede cerrarse, no hay un gradiente de potencial de acción que utilizar y los nervios no pueden recibir señales. Esta falta de señalización es lo que causa la parálisis de los músculos, el fallo cardíaco y el fallo respiratorio que eventualmente lleva a la muerte. No se conocen tratamientos ni antídotos para la BTX. Sin embargo, estas toxinas aparentemente no tienen efecto alguno en las ranas. Se han realizado experimentos que muestran que la cantidad de BTX en la piel de la rana no es lo suficientemente alta como para despolarizar el potencial de membrana, lo que previene la parálisis. Genéticamente, la inmunidad a la BTX ha sido probada y los resultados implican que esta inmunidad es heredable, sin embargo, no se ha identificado ningún gen específico que exprese esta inmunidad.

Estructura química de la Batrachotoxina

### Dardos envenenados
El veneno de P. bicolor, P. terribilis y Phyllobates aurotaenia a menudo son extraídos por humanos para crear dardos envenenados. Los nativos del Chocó principalmente utilizan los sopladores de dardos para cazar animales. Otras tribus en la cuenca del Río San Juan utilizan un veneno derivado de plantas, sin embargo, los indígenas del Chocó son la única tribu que adquiere venenos de las especies de Phyllobates. De las especies de Phyllobates, el Chocó elige P. bicolor, P. terribilis y P. aurotaenia para extraer el veneno en uno de dos métodos. En el primer método, los indígenas del Chocó frotan las puntas de los dardos contra la piel de un individuo vivo de P. terribilis. En el segundo, los indígenas del Chocó extraen el veneno de la piel de las ranas P. bicolor y P. aurotaenia ensartándolas con un palo especial y sosteniéndolas sobre un fuego. Este proceso libera las toxinas desde dentro de la piel de la rana y las puntas de los dardos se frotan contra la secreción. Aunque este es un enfoque bastante diferente para la extracción de veneno, los métodos no están basados en valores culturales. En cambio, los métodos de extracción están diseñados teniendo en cuenta la concentración de veneno del individuo de rana, ya que P. terribilis excreta batrachotoxina más concentrada que P. bicolor o P. aurotaenia.

## Comportamiento

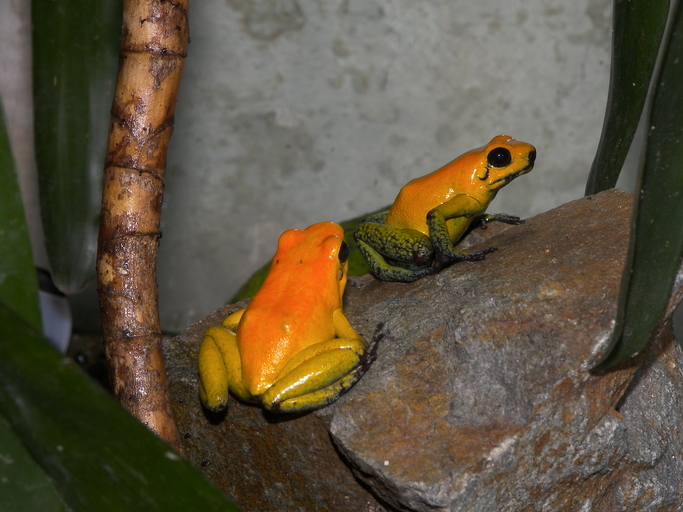
P. bicolor a veces se puede mantener en grupos en cautiverio.

### General
Phyllobates bicolor son organismos diurnos, lo que significa que son más activos durante el día. Esto es único en comparación con otros anfibios, ya que la mayoría de las especies de ranas tienden a ser más activas durante la noche. Sin embargo, durante el día, los posibles depredadores pueden ver mejor los colores de advertencia de P. bicolor, lo que protege a la rana. A lo largo del día, P. bicolor se mueven rápidamente por el suelo del bosque lluvioso en saltos rápidos. Estas ranas son carnívoras a pesar de su pequeño tamaño y tienden a buscar hormigas, escarabajos, termitas u otros detritos del bosque lluvioso. Algunas de estas ranas venenosas son solitarias y tienden a pasar su tiempo en solitario hasta que llega la temporada de apareamiento, sin embargo, ha habido casos notables de interacción social entre los organismos. En estos casos, puede formarse una pareja o un pequeño grupo de P. bicolor. Durante el día, P. bicolor se pueden encontrar alrededor de rocas, musgo, palos caídos y ramas. En la selva tropical, el suelo proporciona un ambiente húmedo y húmedo perfecto para los anfibios. Por la noche, P. bicolor tienden a reunirse alrededor de la hojarasca.

### Reproductivo
Durante la temporada de lluvias, alrededor de septiembre y octubre, P. bicolor comienza a reproducirse. Normalmente, un macho llamará a cualquier hembra cercana con trinos o zumbidos, creando una serie de notas agudas pulsantes y repetitivas. Si dos llamadas de macho son emitidas, los dos machos competirán entre sí hasta que uno salga victorioso y el perdedor debe abandonar el área en busca de otra hembra. A menudo, el macho seleccionará una ubicación adecuada para la oviposición de la hembra antes de que la pareja deposite realmente sus huevos. Estas ubicaciones suelen ser áreas húmedas como la hojarasca, en ciertas plantas o debajo de rocas. Común en la mayoría de las especies de ranas, P. bicolor fertiliza los huevos externamente. Para que esto ocurra, el macho se envuelve alrededor de la hembra y libera su esperma mientras la hembra comienza a depositar sus huevos. Los huevos permanecen protegidos por uno de los padres hasta que estén listos para eclosionar. Este comportamiento de cuidado parental es común entre otras especies de ranas venenosas. En esta etapa, el macho carga a los renacuajos sobre su espalda y comienza a buscar una ubicación con agua para completar el desarrollo de los renacuajos. Además de mover los renacuajos al agua, las toxinas en la espalda del padre se transfieren a los renacuajos, por lo que si un depredador se comiera a una de las crías, el depredador se envenenaría y el resto de las ranas estarían protegidas. Después de tres semanas en el entorno acuático, las crías están listas para salir y volverse terrestres. Durante este período, el macho defiende ferozmente su territorio y los renacuajos de machos extranjeros.

## Conservación

### Amenazas
Actualmente, P. bicolor enfrenta una amenaza importante de pérdida de hábitat. Los principales impulsores de la pérdida de hábitat incluyen la deforestación, el pastoreo de ganado, la minería, la contaminación y la fumigación ilegal de cultivos. La deforestación del bosque lluvioso afecta directamente a P. bicolor ya que el proceso contribuye a exponer las ranas que viven en el suelo del bosque. La eliminación de árboles hace que el suelo del bosque lluvioso se vuelva seco, caliente y sin alimentos disponibles para las ranas. Además, el pastoreo de ganado y las prácticas agrícolas insostenibles causan daño a la tierra. Nuevamente, estos procesos estresan el medio ambiente y causan posibles daños a las ranas. La minería, la contaminación y la fumigación ilegal de cultivos también influyen en el medio ambiente. La minería a cielo abierto destruye el paisaje, los árboles, las plantas y el suelo del bosque lluvioso. El suelo superficial aflojado no es apto para albergar vida alguna, lo que daña aún más a las ranas ya que no hay cobertura natural a lo largo de estas áreas para proteger a las ranas o para poner huevos. La contaminación causa la muerte de las ranas ya que los contaminantes de la industrialización y urbanización del bosque lluvioso son tóxicos para las ranas.

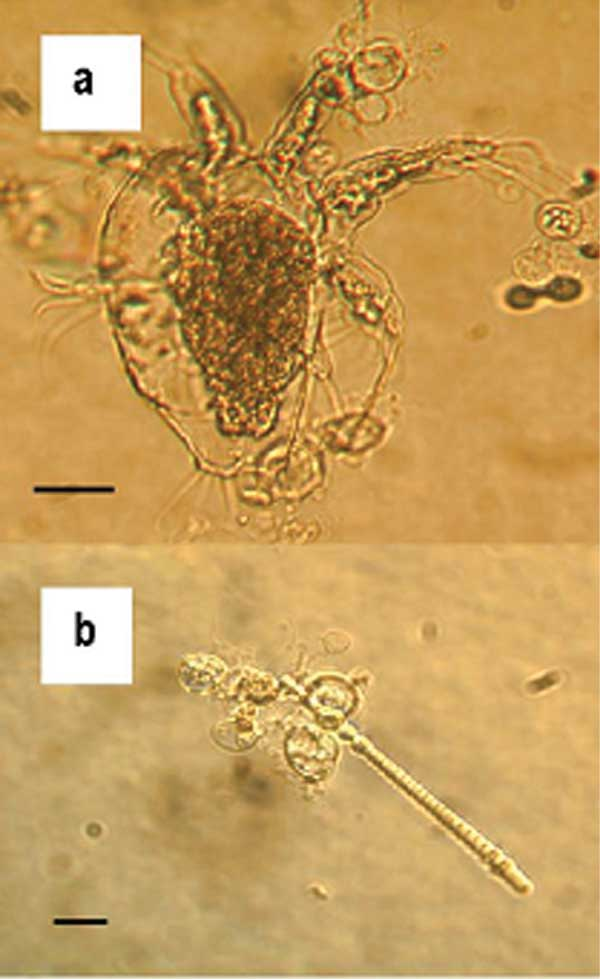
Una imagen microscópica de Batrachochytrium dendrobatidis, el hongo que causa la quitridiomicosis.

Las especies invasoras como Batrachochytrium dendrobatidis, o Bd, también ponen en peligro a las ranas. Bd causa la enfermedad quitridiomicosis, una enfermedad de la piel de anfibios muy letal que se encuentra en muchas partes del mundo, incluida América del Sur. Bd es un hongo acuático invasor que causa infecciones en la piel de las ranas. El hongo puede vivir en el suelo o en el agua. Cuando está en ambientes acuáticos, las esporas de Bd son móviles. La presencia de formas terrestres y acuáticas del hongo presenta una gran amenaza para P. bicolor. Bd infecta la piel queratinizada de los anfibios y endurece lentamente estas áreas. Dado que la piel es fisiológicamente activa en el mantenimiento de un equilibrio electrolítico regulado, el intercambio respiratorio de gases y el desequilibrio osmótico, Bd impide estas funciones vitales y eventualmente mata al organismo.

### Esfuerzos
Actualmente, existen esfuerzos limitados de conservación en marcha en todo el mundo. Debido a que P. bicolor es similar a P. terribilis, muchos esfuerzos de conservación son aplicables a ambas especies. Se han establecido programas de cría en cautividad en todo el mundo. En América del Sur, el Parque Nacional Natural Tatamá en Colombia contiene y protege cientos de especies en peligro de extinción y endémicas, incluyendo P. bicolor. En los Estados Unidos, el Acuario Nacional de Baltimore ha estado involucrado en un programa de cría en cautividad. Si bien esto ha preservado los números de la especie, han surgido complicaciones. Especialmente, los investigadores que estudian P. bicolor en cautiverio han notado una reducción significativa de batrachotoxinas presentes en la piel. Sin depredadores en el entorno cautivo, P. bicolor no necesita producir la toxina. Esto presenta una dificultad significativa para cualquier plan de reintroducción potencial, ya que sin la toxina para proteger a las ranas de los depredadores, P. bicolor no tendrá defensa contra la depredación. También se han tomado medidas adicionales para prevenir la propagación de Batrachochytrium dendrobatidis. Sin una cura activa para la enfermedad, se han implementado medidas preventivas como el blanqueo de los pies de los investigadores para limitar la propagación de la enfermedad a áreas históricamente conocidas como libres de Bd.

## Distribución geográfica
La Phyllobates bicolor es endémica de Colombia.